# Motor cu 3 cilindri în linie

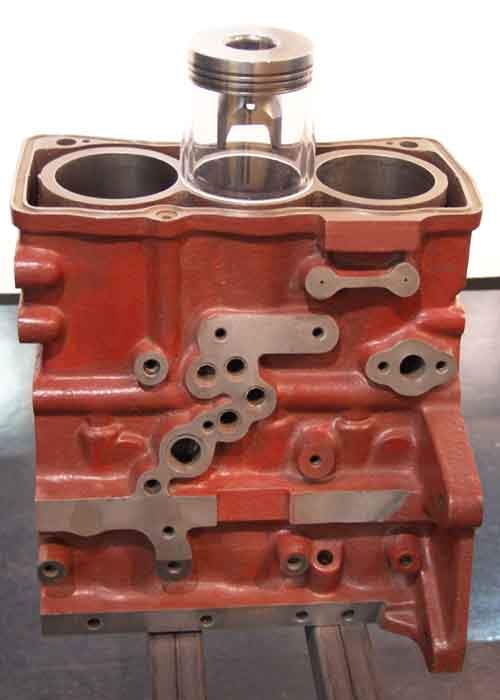
Bloc motor al unui motor diesel Elsbett cu trei linii în linie

Un motor cu 3 cilindri în linie (numit și un inline-triple sau inline-three) este un motor cu piston cu trei cilindri în care cilindrii sunt aranjați în linie de-a lungul unui arbore cotit comun.